# Chapelle Saint-Benoît de Chassiers
La chapelle Saint-Benoît ou chapelle des pénitents est une chapelle située à Chassiers, en France.

## Localisation
La chapelle est située sur la commune de Chassiers, dans le département français de l'Ardèche.

## Historique
L'édifice est classé au titre des monuments historiques en 1907.